# Дахедж – Дабхол
Дахедж — Дабхол — газопровід уздовж західного узбережжя Індії в штатах Гуджарат та Махараштра.
У 2004 році в штаті Гуджарат ввели в експлуатацію перший індійський термінал для імпорту зрідженого газу в Дахеджі. Його продукція в основному призначалась для спрямованої у північні штати системи Дахедж — Віджайпур, проте частину ресурсу вирішили подати у південному напрямку, для чого в 2007-му запустили газопровід Дахедж — Дабхол. Ще одним джерелом ресурсу для нього може бути термінал ЗПГ Хазіра (дещо південніше від Дахедж), а також сполучення в районі Мхаскал з системою Схід – Захід, яка подає продукцію родовищ Бенгальської затоки (втім, запаси останніх виявились сильно переоціненими, і вже за кілька років після запуску поставки з цього напрямку фактично припинились).
В районі Мумбай частина протранспортованого газу передається до трубопроводів Хазімалангваді – Тромбей, Хазімалангваді – Талоджа та Амбеваді – Усар. В середині 2020-х у Мхаскал також виникне можливість передачі ресурсу до газопроводу Мумбаї – Нагпур – Дхарсугуда, що прямує на північний схід до штатів Одіша та Мадг’я-Прадеш.
Великими споживачами протранспортованого блакитного палива можуть бути ТЕС Дабхол (споруджена наприкінці 1990-х для роботи на нафтопродуктах, проте зі зростанням цін на них була виведена з експлуатації до вирішення проблеми з поставками палива) та ТЕС Мангаон.
Довжина основної ділянки трубопроводу Дахедж — Дабхол складає 576 км, діаметр труб — 750 мм. З урахуванням відгалужень загальна довжина системи станом на середину 2010-х років становила 815 км. Максимальна пропускна здатність — до 7,3 млрд.м3 на рік.
Також можна відзначити, що з 2013-го в кінцевій точці маршруту працює термінал для імпорту ЗПГ Дабхол та споруджено газопровід у південному напрямку Дабхол – Бенгалуру (і планується спорудження трубопроводу Дабхол — Мангалуру), так що в підсумку система Дахедж — Дабхол повинна стати однією з ланок суцільного газотранспортного маршруту уздовж західного узбережжя Індії, який з'єднає численні імпортні термінали. 